# 71. ceremonia wręczenia nagród Emmy
71. ceremonia wręczenia nagród Primetime Emmy, amerykańskich nagród telewizyjno-strumieniowych, przyznawanych przez Amerykańską Akademię Telewizyjną, odbyła się 22 września 2019 roku w Microsoft Theater w Los Angeles. Wyemitowała ją na żywo stacja Fox. Poprzedziła ją dwudniowa ceremonia wręczenia nagród Primetime Creative Arts Emmy, wręczanych głównie w dziedzinach technicznych, która odbyła się 14 i 15 września 2019 roku.
Nominacje zostały ogłoszone 16 lipca 2019 roku przez D’Arcy Carden i Kena Jeonga. Najwięcej otrzymały ich: spośród programów Gra o tron (32), a spośród stacji i platform HBO (137). Gra o tron ustanowiła rekord największej liczby nominacji zdobytych przez jeden program w jednym roku w historii Emmy. Była również najczęściej nagradzanym programem ceremonii, zdobywając 12 statuetek.

## Primetime Emmy
Źródło:

### Seriale dramatyczne
Najlepszy serial dramatyczny
- Gra o tron
  - Bodyguard
  - Obsesja Eve
  - Ozark
  - Pose
  - Sukcesja
  - Tacy jesteśmy
  - Zadzwoń do Saula

Najlepszy aktor pierwszoplanowy w serialu dramatycznym
- Billy Porter jako Pray Tell – Pose (odcinek „Love Is the Message”)
  - Jason Bateman jako Martin „Marty” Byrde – Ozark (odcinek „Rekompensata”)
  - Sterling K. Brown jako Randall Pearson – Tacy jesteśmy (odcinek „R&B”)
  - Kit Harington jako Jon Snow – Gra o tron (odcinek „Żelazny Tron”)
  - Bob Odenkirk jako Jimmy McGill – Zadzwoń do Saula (odcinek „Zwycięzca”)
  - Milo Ventimiglia jako Jack Pearson – Tacy jesteśmy (odcinek „Czasami”)

Najlepsza aktorka pierwszoplanowa w serialu dramatycznym
- Jodie Comer jako Oksana Astankova / Villanelle – Obsesja Eve (odcinek „I Hope You Like Missionary!”)
  - Emilia Clarke jako Daenerys Targaryen – Gra o tron (odcinek „Ostatni ze Starków”)
  - Viola Davis jako Annalise Keating – Sposób na morderstwo
  - Laura Linney jako Wendy Byrde – Ozark (odcinek „Tylko jedno wyjście”)
  - Mandy Moore jako Rebecca Pearson – Tacy jesteśmy (odcinek „Absolwenci”)
  - Sandra Oh jako Eve Polastri – Obsesja Eve (odcinek „You’re Mine”)
  - Robin Wright jako Claire Underwood – House of Cards (odcinek „Rozdział 70”)

Najlepszy aktor drugoplanowy w serialu dramatycznym
- Peter Dinklage jako Tyrion Lannister – Gra o tron (odcinek „Żelazny Tron”)
  - Alfie Allen jako Theon Greyjoy – Gra o tron (odcinek „Długa Noc”)
  - Jonathan Banks jako Mike Ehrmantraut – Zadzwoń do Saula (odcinek „Zwycięzca”)
  - Nikolaj Coster-Waldau jako Jaime Lannister – Gra o tron (odcinek „Dzwony”)
  - Giancarlo Esposito jako Gus Fring – Zadzwoń do Saula (odcinek „Piniata”)
  - Michael Kelly jako Doug Stamper – House of Cards (odcinek „Rozdział 73”)
  - Chris Sullivan jako Toby Damon – Tacy jesteśmy (odcinek „Toby”)

Najlepsza aktorka drugoplanowa w serialu dramatycznym
- Julia Garner jako Ruth Langmore – Ozark (odcinek „Gold Coast – Złote Wybrzeże”)
  - Gwendoline Christie jako Brienne z Tarthu – Gra o tron (odcinek „Rycerz Siedmiu Królestw”)
  - Lena Headey jako Cersei Lannister – Gra o tron (odcinek „Dzwony”)
  - Fiona Shaw jako Carolyn Martens – Obsesja Eve
  - Sophie Turner jako Sansa Stark – Gra o tron (odcinek „Winterfell”)
  - Maisie Williams jako Arya Stark – Gra o tron (odcinek „Długa Noc”)

Najlepsza reżyseria serialu dramatycznego
- Jason Bateman – Ozark (odcinek „Rekompensata”) 
  - David Benioff, D.B. Weiss – Gra o tron (odcinek „Żelazny Tron”)
  - Lisa Brühlmann – Obsesja Eve (odcinek „Desperate Times”)
  - Adam McKay – Sukcesja (odcinek „Celebration”)
  - David Nutter – Gra o tron (odcinek „Ostatni ze Starków”)
  - Daina Reid – Opowieść podręcznej (odcinek „Holly”)
  - Miguel Sapochnik – Gra o tron (odcinek „Długa Noc”)

Najlepszy scenariusz serialu dramatycznego
- Jesse Armstrong – Sukcesja (odcinek „Nobody Is Ever Missing”)
  - David Benioff, D.B. Weiss – Gra o tron (odcinek „Żelazny Tron”)
  - Emerald Fennell – Obsesja Eve (odcinek „Nice and Neat”)
  - Peter Gould, Thomas Schnauz – Zadzwoń do Saula (odcinek „Zwycięzca”)
  - Jed Mercurio – Bodyguard (odcinek „Odcinek 1”)
  - Bruce Miller, Kira Snyder – Opowieść podręcznej (odcinek „Holly”)

### Seriale komediowe
Najlepszy serial komediowy
- Fleabag
  - Barry
  - Dobre miejsce
  - Figurantka
  - Russian Doll
  - Schitt’s Creek
  - Wspaniała pani Maisel

Najlepszy aktor pierwszoplanowy w serialu komediowym
- Bill Hader jako Barry Berkman / Barry Block – Barry (odcinek „The Truth Has a Ring to It”)
  - Anthony Anderson jako Andre „Dre” Johnson Sr. – Czarno to widzę (odcinek „Purpurowy deszcz”)
  - Don Cheadle jako Mo Monroe – Czarny poniedziałek (odcinek „365”)
  - Ted Danson jako Michael – Dobre miejsce (odcinek „Marnowanie wolnej woli”)
  - Michael Douglas jako Sandy Kominsky – The Kominsky Method (odcinek „Rozdział 1: Aktor unika”)
  - Eugene Levy jako Johnny Rose – Schitt’s Creek (odcinek „Rock On!”)

Najlepsza aktorka pierwszoplanowa w serialu komediowym
- Phoebe Waller-Bridge jako Fleabag – Fleabag (odcinek „Odcinek 1”)
  - Christina Applegate jako Jen Harding – Już nie żyjesz (odcinek „Odpoczynek od wszystkiego”)
  - Rachel Brosnahan jako Miriam „Midge” Maisel – Wspaniała pani Maisel (odcinek „Nocny występ”)
  - Julia Louis-Dreyfus jako Selina Meyer – Figurantka (odcinek „Veep”)
  - Natasha Lyonne jako Nadia Vulvokov – Russian Doll (odcinek „W życiu nic nie jest łatwe”)
  - Catherine O’Hara jako Moira Rose – Schitt’s Creek (odcinek „The Crowening”)

Najlepszy aktor drugoplanowy w serialu komediowym
- Tony Hale jako Gary Walsh – Figurantka (odcinek „Veep”)
  - Alan Arkin jako Norman Newlander – The Kominsky Method (odcinek „Rozdział 2: Agent rozpacza”)
  - Anthony Carrigan jako NoHo Hank – Barry (odcinek „Past = Present x Future Over Yesterday”)
  - Stephen Root jako Monroe Fuches – Barry (odcinek „berkman > block”)
  - Tony Shalhoub jako Abe Weissman – Wspaniała pani Maisel (odcinek „Jedziemy do Catskills!”)
  - Henry Winkler jako Gene Cousineau – Barry (odcinek „What?!”)

Najlepsza aktorka drugoplanowa w serialu komediowym
- Alex Borstein jako Susie Myerson – Wspaniała pani Maisel (odcinek „Głosujcie na Kennedy’ego”)
  - Anna Chlumsky jako Amy Brookheimer – Figurantka (odcinek „Pledge”)
  - Sian Clifford jako Claire – Fleabag (odcinek „Odcinek 3”)
  - Olivia Colman jako Godmother – Fleabag (odcinek „Odcinek 4”)
  - Betty Gilpin jako Debbie Eagan – GLOW (odcinek „Matka wszystkich walk”)
  - Sarah Goldberg jako Sally Reed – Barry
  - Marin Hinkle jako Rose Weissman – Wspaniała pani Maisel (odcinek „Simone”)
  - Kate McKinnon jako różne postacie – Saturday Night Live (odcinek „Host: Liev Schreiber”)

Najlepsza reżyseria serialu komediowego
- Harry Bradbeer – Fleabag (odcinek „Odcinek 1”)
  - Alec Berg – Barry (odcinek „The Audition”)
  - Mark Cendrowski – Teoria wielkiego podrywu (odcinek „The Stockholm Syndrome”)
  - Bill Hader – Barry (odcinek „ronny/lily”)
  - Daniel Palladino – Wspaniała pani Maisel (odcinek „Jedziemy do Catskills!”)
  - Amy Sherman-Palladino – Wspaniała pani Maisel (odcinek „Zupełnie sama”)

Najlepszy scenariusz serialu komediowego
- Phoebe Waller-Bridge – Fleabag (odcinek „Odcinek 1”)
  - Alec Berg, Bill Hader – Barry (odcinek „ronny/lily”)
  - Maya Erskine, Anna Konkle – PEN15 (odcinek „Anna Ishii-Peters”)
  - Natasha Lyonne, Leslye Headland, Amy Poehler – Russian Doll (odcinek „W życiu nic nie jest łatwe”)
  - David Mandel – Figurantka (odcinek „Veep”)
  - Josh Siegal, Dylan Morgan – Dobre miejsce (odcinek „Janet (x4)”)
  - Allison Silverman – Russian Doll (odcinek „Ciepłe ciało”)

### Miniseriale i filmy telewizyjne
Najlepszy miniserial
- Czarnobyl
  - Ucieczka z Dannemory
  - Fosse/Verdon
  - Ostre przedmioty
  - Jak nas widzą

Najlepszy film telewizyjny
- Czarne lustro: Bandersnatch
  - Brexit
  - Deadwood: Film
  - Król Lear
  - Moja kolacja z Herve

Najlepszy aktor pierwszoplanowy w miniserialu lub filmie telewizyjnym
- Jharrel Jerome jako Korey Wise – Jak nas widzą
  - Mahershala Ali jako Wayne Hays – Detektyw
  - Benicio del Toro jako Richard Matt – Ucieczka z Dannemory
  - Hugh Grant jako Jeremy Thorpe – Skandal w angielskim stylu
  - Jared Harris jako Walerij Legasow – Czarnobyl
  - Sam Rockwell jako Bob Fosse – Fosse/Verdon

Najlepsza aktorka pierwszoplanowa w miniserialu lub filmie telewizyjnym
- Michelle Williams jako Gwen Verdon – Fosse/Verdon
  - Amy Adams jako Camille Preaker – Ostre przedmioty
  - Patricia Arquette jako Joyce „Tilly” Mitchell – Ucieczka z Dannemory
  - Aunjanue Ellis jako Sharonne Salaam – Jak nas widzą
  - Joey King jako Gypsy Rose Blanchard – The Act
  - Niecy Nash jako Delores Wise – Jak nas widzą

Najlepszy aktor drugoplanowy w miniserialu lub filmie telewizyjnym
- Ben Whishaw jako Norman Josiffe / Norman Scott – Skandal w angielskim stylu (odcinek „Episode 3”)
  - Asante Blackk jako Kevin Richardson – Jak nas widzą (odcinek „Część 1”)
  - Paul Dano jako David Sweat – Ucieczka z Dannemory (odcinek „Part 7”)
  - John Leguizamo jako Raymond Santana Sr. – Jak nas widzą (odcinek „Część 3”)
  - Stellan Skarsgård jako Boris Szczerbina – Czarnobyl (odcinek „Please Remain Calm”)
  - Michael K. Williams jako Bobby McCray – Jak nas widzą (odcinek „Część 1”)

Najlepsza aktorka drugoplanowa w miniserialu lub filmie telewizyjnym
- Patricia Arquette jako Dee Dee Blanchard – The Act (odcinek „Teeth”)
  - Marsha Stephanie Blake jako Linda McCray – Jak nas widzą (odcinek „Część 3”)
  - Patricia Clarkson jako Adora Crellin – Ostre przedmioty (odcinek „Closer”)
  - Vera Farmiga jako Elizabeth Lederer – Jak nas widzą (odcinek „Część 2”)
  - Margaret Qualley jako Ann Reinking – Fosse/Verdon (odcinek „Where Am I Going?”)
  - Emily Watson jako Ulana Khomyuk – Czarnobyl (odcinek „Open Wide, O Earth”)

Najlepsza reżyseria miniserialu, filmu telewizyjnego lub fabularnego programu specjalnego
- Johan Renck – Czarnobyl
  - Ava DuVernay – Jak nas widzą
  - Stephen Frears – Skandal w angielskim stylu
  - Thomas Kail – Fosse/Verdon (odcinek „Who’s Got the Pain”)
  - Ben Stiller – Ucieczka z Dannemory
  - Jessica Yu – Fosse/Verdon (odcinek „Glory”)

Najlepszy scenariusz miniserialu, filmu telewizyjnego lub fabularnego programu specjalnego
- Craig Mazin – Czarnobyl
  - Russell T. Davies – Skandal w angielskim stylu
  - Ava DuVernay, Michael Starrbury – Jak nas widzą (odcinek „Część 4”)
  - Joel Fields, Steven Levenson – Fosse/Verdon (odcinek „Providence”)
  - Brett Johnson, Michael Tolkin, Jerry Stahl – Ucieczka z Dannemory (odcinek „Part 6”)
  - Brett Johnson, Michael Tolkin – Ucieczka z Dannemory (odcinek „Part 7”)

### Programy rozrywkowe
Najlepszy talk-show
- Last Week Tonight with John Oliver
  - The Daily Show with Trevor Noah
  - Full Frontal with Samantha Bee
  - Jimmy Kimmel Live!
  - The Late Late Show with James Corden
  - The Late Show with Stephen Colbert

Najlepszy program skeczowy
- Saturday Night Live
  - At Home with Amy Sedaris
  - Documentary Now!
  - Drunk History
  - I Love You, America with Sarah Silverman
  - Who Is America?

Najlepszy program konkursowy
- RuPaul’s Drag Race
  - The Amazing Race
  - American Ninja Warrior
  - Nailed It!
  - Top Chef
  - The Voice

Najlepsza reżyseria programu rozrywkowego
- Don Roy King – Saturday Night Live (odcinek „Host: Adam Sandler”)
  - Alex Buono, Rhys Thomas – Documentary Now! (odcinek „Waiting for the Artist”)
  - Sacha Baron Cohen, Nathan Fielder, Daniel Gray Longino, Dan Mazer – Who Is America? (odcinek „Episode 102”)
  - Jim Hoskinson – The Late Show with Stephen Colbert (odcinek „Live Midterm Election Show”)
  - Paul Pennolino – Last Week Tonight with John Oliver (odcinek „Psychics”)
  - Derek Waters – Drunk History (odcinek „Are You Afraid of the Drunk?”)

Najlepszy scenariusz programu rozrywkowego
- Last Week Tonight with John Oliver
  - Documentary Now!
  - Full Frontal with Samantha Bee
  - Late Night with Seth Meyers
  - The Late Show with Stephen Colbert
  - Saturday Night Live

## Primetime Creative Arts Emmy
Źródło:

### Programy
Najlepszy reality show (strukturowy)
- Queer Eye
  - Antiques Roadshow
  - Diners, Drive-Ins and Dives
  - Shark Tank
  - Sprzątanie z Marie Kondo
  - Who Do You Think You Are?

Najlepszy reality show (niestrukturowy)
- United Shades of America with W. Kamau Bell
  - Born This Way
  - Najniebezpieczniejszy zawód świata
  - RuPaul’s Drag Race: Untucked
  - Somebody Feed Phil
  - W okowach mrozu

Wyjątkowa zasługa w dokumencie
- RBG
- The Sentence
  - Bliscy nieznajomi
  - Divide and Conquer: The Story of Roger Ailes
  - Hale County This Morning, This Evening

Najlepszy program informacyjny
- Anthony Bourdain: miejsca nieznane
  - Comedians in Cars Getting Coffee
  - Mojego następnego gościa nie trzeba nikomu przedstawiać
  - R. Kelly: jego wszystkie ofiary
  - Scjentologia i jej skutki

Najlepszy serial dokumentalny lub niefikcyjny
- Nasza planeta
  - 30 – 30
  - American Masters
  - Chef’s Table
  - Hostile Planet

Najlepszy program specjalny dokumentalny lub niefikcyjny
- Leaving Neverland
  - Fyre: Najlepsza impreza, która nigdy się nie zdarzyła
  - Jane Fonda w pięciu odsłonach
  - Jutro albo pojutrze
  - Love, Gilda
  - Wynalazczyni: Dolina Krzemowa w kropli krwi

Najlepszy program specjalny (emitowany na żywo)
- Live in Front of a Studio Audience: Norman Lear’s All in the Family and The Jeffersons
  - 61. ceremonia wręczenia nagród Grammy
  - 72. ceremonia wręczenia nagród Tony
  - 76. ceremonia wręczenia Złotych Globów
  - 91. ceremonia wręczenia Oscarów
  - RENT

Najlepszy program specjalny (nagrany przed emisją)
- Carpool Karaoke: When Corden Met McCartney Live From Liverpool
  - Hannah Gadsby: Nanette
  - Homecoming: Film od Beyoncé
  - Springsteen on Broadway
  - Wanda Sykes: Not Normal

Najlepszy program animowany
- Simpsonowie (odcinek „Mad About the Toy”)
  - Big Mouth (odcinek „The Planned Parenthood Show”)
  - Bob’s Burgers (odcinek „Po prostu chłopak”)
  - BoJack Horseman (odcinek „Darmowy churro”)
  - Pora na przygodę! (odcinek „Razem ze mną w drogę idź”)

Najlepszy krótkometrażowy program animowany
- Miłość, śmierć i roboty (odcinek „Świadek”)
  - Młodzi Tytani: Akcja! (odcinek „Nostalgia nie zastąpi dobrej historii”)
  - Robot Chicken (odcinek „Why Is It Wet?”)
  - SpongeBob Kanciastoporty (odcinek „Planktono-obsesja”)
  - Steven Universe (odcinek „Znów zjednoczeni”)

Najlepszy program dziecięcy
- When You Wish Upon a Pickle: A Sesame Street Special
  - Carmen Sandiego
  - Gwiezdne wojny: Ruch oporu
  - Parkland
  - Seria niefortunnych zdarzeń

Najlepszy krótkometrażowy program niefikcyjny lub reality show
- Creating Saturday Night Live
  - Fosse/Verdon (Inside Look)
  - Pose: Identity, Family, Community (Inside Look)
  - RuPaul’s Drag Race’s: Out Of The Closet
  - RuPaul’s Drag Race’s: Portrait Of A Queen

Najlepszy krótkometrażowy serial dramatyczny lub komediowy
- Status związku
  - An Emmy – Megan
  - Hack Into Broad City
  - It’s Bruno!
  - Special

Najlepszy krótkometrażowy program rozrywkowy
- Carpool Karaoke: The Series
  - Billy on the Street
  - Gay of Thrones
  - Honest Trailers
  - The Randy Rainbow Show

### Aktorstwo
Najlepszy aktor gościnny w serialu dramatycznym
- Bradley Whitford jako Commander Joseph Lawrence – Opowieść podręcznej (odcinek „Postpartum”)
  - Michael Angarano jako Nick Pearson – Tacy jesteśmy (odcinek „Dom przy Songbird Road, część 1”)
  - Ron Cephas Jones jako William – Tacy jesteśmy (odcinek „Filadelfijska opowieść”)
  - Michael McKean jako Chuck McGill – Zadzwoń do Saula (odcinek „Zwycięzca”)
  - Kumail Nanjiani jako Samir Wassan – The Twilight Zone (odcinek „The Comedian”)
  - Glynn Turman jako Nate Lahey Sr. – Sposób na morderstwo (odcinek „It Was the Worst Day of My Life”)

Najlepsza aktorka gościnna w serialu dramatycznym
- Cherry Jones jako Holly – Opowieść podręcznej (odcinek „Holly”)
  - Laverne Cox jako Sophia Burset – Orange Is the New Black (odcinek „Mroczny trening”)
  - Jessica Lange jako Constance Langdon – American Horror Story: Apokalipsa (odcinek „Powrót do domu zbrodni”)
  - Phylicia Rashad jako Carol Clarke – Tacy jesteśmy (odcinek „Nasza tancereczka”)
  - Cicely Tyson jako Ophelia Harkness – Sposób na morderstwo (odcinek „Where Are Your Parents?”)
  - Carice van Houten jako Melisandre – Gra o tron (odcinek „Długa Noc”)

Najlepszy aktor gościnny w serialu komediowym
- Luke Kirby jako Lenny Bruce – Wspaniała pani Maisel (odcinek „Zupełnie sama”)
  - Matt Damon jako prowadzący – Saturday Night Live (odcinek „Host: Matt Damon”)
  - Robert De Niro jako Robert Mueller – Saturday Night Live (odcinek „Host: Sandra Oh”)
  - Peter MacNicol jako Jeff Kane – Figurantka (odcinek „Oslo”)
  - John Mulaney jako prowadzący – Saturday Night Live (odcinek „Host: John Mulaney”)
  - Adam Sandler jako prowadzący – Saturday Night Live (odcinek „Host: Adam Sandler”)
  - Rufus Sewell jako Declan Howell – Wspaniała pani Maisel (odcinek „Z bonusem”)

Najlepsza aktorka gościnna w serialu komediowym
- Jane Lynch jako Sophie Lennon – Wspaniała pani Maisel (odcinek „Głosujcie na Kennedy’ego”)
  - Sandra Oh jako prowadząca – Saturday Night Live (odcinek „Host: Sandra Oh”)
  - Maya Rudolph jako Judge Gen – Dobre miejsce (odcinek „Chidi i Nóż Czasu”)
  - Kristin Scott Thomas jako Belinda – Fleabag (odcinek „Odcinek 3”)
  - Fiona Shaw jako Counsellor – Fleabag (odcinek „Odcinek 2”)
  - Emma Thompson jako prowadząca – Saturday Night Live (odcinek „Host: Emma Thompson”)

Najlepszy występ dubbingowy
- Seth MacFarlane jako różne postacie – Głowa rodziny
  - Hank Azaria jako różne postacie – Simpsonowie
  - Alex Borstein jako różne postacie – Głowa rodziny
  - Eric Jacobson jako różne postacie – When You Wish Upon a Pickle: A Sesame Street Special
  - Kevin Michael Richardson jako Rosie – Nie ma jak w rodzinie

Najlepszy narrator
- David Attenborough – Nasza planeta
  - Angela Bassett – The Flood
  - Charles Dance – Savage Kingdom
  - Anthony Mendez – Wonders of Mexico
  - Liev Schreiber – The Many Lives of Nick Buoniconti
  - Juliet Stevenson – Queens of Mystery

Najlepszy aktor w krótkometrażowym serialu dramatycznym lub komediowym
- Chris O’Dowd jako Tom – Status związku
  - Ed Begley Jr. jako dr Rosenblatt – Ctrl Alt Delete
  - Jimmy Fallon jako Beto O’Rourke – Beto Breaks the Internet
  - Ryan O’Connell jako Ryan Hayes – Special
  - Patton Oswalt jako Patton – An Emmy – Megan

Najlepsza aktorka w krótkometrażowym serialu dramatycznym lub komediowym
- Rosamund Pike jako Louise – Status związku
  - Ilana Glazer jako Ilana Wexler – Hack Into Broad City
  - Jessica Hecht jako Mom – Special
  - Abbi Jacobson jako Abbi Abrams – Hack Into Broad City
  - Punam Patel jako Kim Laghari – Special

### Reżyseria
Najlepsza reżyseria programu dokumentarnego lub niefikcyjnego
- Elizabeth Chai Vasarhelyi i Jimmy Chin – Free Solo: ekstremalna wspinaczka
  - Julie Cohen i Betsy West – RBG
  - Dan Reed – Leaving Neverland
  - Chris Smith – Fyre: Najlepsza impreza, która nigdy się nie zdarzyła
  - Tim Wardle – Bliscy nieznajomi

Najlepsza reżyseria programu specjalnego
- Thom Zimny – Springsteen on Broadway
  - James Burrows, Andy Fisher – Live in Front of a Studio Audience: Norman Lear’s All in the Family and The Jeffersons
  - Beyoncé Knowles-Carter, Ed Burke – Homecoming: Film od Beyoncé
  - Glenn Weiss – 91. ceremonia wręczenia Oscarów
  - Ben Winston – Carpool Karaoke: When Corden Met McCartney Live From Liverpool

Najlepsza reżyseria reality show
- Hisham Abed – Queer Eye (odcinek „Black Girl Magic”)
  - Bertram van Munster – The Amazing Race (odcinek „Who Wants A Rolex?”)
  - Patrick McManus – American Ninja Warrior (odcinek „Minneapolis City Qualifiers”)
  - Nick Murray – RuPaul’s Drag Race (odcinek „A co my tu mamy?”)
  - Ken Fuchs – Shark Tank (odcinek „Episode 1002”)

### Scenariusz
Najlepszy scenariusz programu niefikcyjnego
- Anthony Bourdain – Anthony Bourdain: miejsca nieznane (odcinek „Kenya”)
  - Amy J. Berg – Sprawa przeciw Adnanowi Syedowi (odcinek „Forbidden Love”)
  - Huw Cordey, Keith Scholey, Alastair Fothergill, David Attenborough – Nasza planeta (odcinek „Jungles”)
  - Paul Greenhouse, Sacha Jenkins, Peter J. Scalettar – Wu-Tang Clan: Of Mics and Men (odcinek „Episode 1”)
  - Bruce Kennedy – Hostile Planet (odcinek „Grasslands”)
  - Julia Willoughby Nason, Jenner Furst – Fyre Fraud

Najlepszy scenariusz programu specjalnego
- Hannah Gadsby – Hannah Gadsby: Nanette
  - Adam Sandler – Adam Sandler: 100% Fresh
  - Amy Schumer – Amy Schumer: Growing
  - Beyoncé Knowles-Carter – Homecoming: Film od Beyoncé
  - Matt Roberts, James Corden, Rob Crabbe, Lawrence Dai, Dicky Eagan, Nate Fernald, Lauren Greenberg, John Kennedy, James Longman, Jared Moskowitz, Sean O’Connor, Tim Siedell, Benjamin Stout, Louis Waymouth, Ben Winston – Carpool Karaoke: When Cordon Met McCartney Live from Liverpool
  - Wanda Sykes – Wanda Sykes: Not Normal

### Animacja
Najlepsze osiągnięcie indywidualne w animacji
- Age of Sail – Céline Desrumaux
- Age of Sail – Bruno Mangyoku
- Age of Sail – Jasmin Lai
- Carmen Sandiego
- Miłość, śmierć i roboty – Alberto Mielgo
- Miłość, śmierć i roboty – Jun-ho Kim
- Miłość, śmierć i roboty – David Pate
- Miłość, śmierć i roboty – Owen Sullivan

### Casting
Najlepszy casting do serialu dramatycznego
- Gra o tron
  - Obsesja Eve
  - Ozark
  - Pose
  - Sukcesja

Najlepszy casting do serialu komediowego
- Fleabag
  - Barry
  - Figurantka
  - Russian Doll
  - Wspaniała pani Maisel

Najlepszy casting do miniserialu, filmu telewizyjnego lub programu specjalnego
- Jak nas widzą
  - Czarnobyl
  - Fosse/Verdon
  - Ostre przedmioty
  - Ucieczka z Dannemory

Najlepszy casting do programu rozrywkowego
- Queer Eye
  - Born This Way
  - RuPaul’s Drag Race
  - Shark Tank
  - The Voice

### Choreografia
Najlepsza choreografia w programie rozrywkowym
- Tessandra Chavez – World of Dance
  - Luther Brown – So You Think You Can Dance
  - Karen Forcano, Ricardo Vega – World of Dance
  - Suresh Mukund – World of Dance
  - Melvin „Timtim” Rogador – World of Dance
  - Travis Wall – So You Think You Can Dance

Najlepsza choreografia w programie ze scenariuszem
- Kathryn Burns – Crazy Ex-Girlfriend (choreografie: „Don’t Be a Lawyer”, „Antidepressants Are So Not a Big Deal”)

### Zdjęcia
Najlepsze zdjęcia w serialu kręconym wieloma kamerami
- The Ranch – Donald A. Morgan (odcinek „Bez namysłu”)
  - Rel – George Mooradian (odcinek „Halloween”)
  - Will i Grace – Gary Baum (odcinek „Rodzinna jazda”)

Najlepsze zdjęcia w serialu kręconym jedną kamerą o półgodzinnych odcinkach
- Russian Doll – Chris Teague (odcinek „W labiryncie”)
  - Gracze – Anthony Hardwick (odcinek „Rough Ride”)
  - Fleabag – Tony Miller (odcinek „Episode 1”)
  - Homecoming – Tod Campbell (odcinek „Optics”)
  - Niepewne – Ava Berkofsky (odcinek „High-Like”)
  - What We Do in the Shadows – D.J. Stipsen (odcinek „Manhattan Night Club”)

Najlepsze zdjęcia w miniserialu lub filmie telewizyjnym
- Czarnobyl – Jakob Ihre (odcinek „Please Remain Calm”)
  - Deadwood: Film – Dave Klein
  - Detektyw – Germain McMicking (odcinek „The Great War and Modern Memory”)
  - Jak nas widzą – Bradford Young (odcinek „Część 1”)

Najlepsze zdjęcia w serialu kręconym jedną kamerą o godzinnych odcinkach
- Wspaniała pani Maisel – M. David Mullen (odcinek „Simone”)
  - Gra o tron – Jonathan Freeman (odcinek „Żelazny Tron”)
  - Hanna – Dana Gonzales (odcinek „Forest”)
  - Człowiek z Wysokiego Zamku – Gonzalo Amat (odcinek „Jahr Null”)
  - Opowieść podręcznej – Zoë White (odcinek „Holly”)
  - Opowieść podręcznej – Colin Watkinson (odcinek „The Word”)
  - Ray Donovan – Robert McLachlan (odcinek „Staten Island: Part 1”)

Najlepsze zdjęcia w programie rozrywkowym
- W okowach mrozu
  - Najniebezpieczniejszy zawód świata
  - Queer Eye (odcinek „God Bless Gay”)
  - RuPaul’s Drag Race (odcinek „Trump: Ru-sical”)
  - Ryzykanci

Najlepsze zdjęcia w programie niefikcyjnym
- Free Solo – Jimmy Chin, Clair Popkin, Mikey Schaefer
  - Anthony Bourdain: miejsca nieznane – Morgan Fallon, Todd Liebler, Zach Zamboni (odcinek „Bhutan”)
  - Nasza planeta – Doug Anderson, Gavin Thurston (odcinek „Morza przybrzeżne”)
  - Nasza planeta – Alastair MacEwen, Matt Aeberhard (odcinek „Dżungle”)
  - Nasza planeta – Jamie McPherson,Roger Horrocks (odcinek „Jedna planeta”)

### Reklama
Najlepsza reklama
- „Dream Crazy”
  - „A Great Day in Hollywood”
  - „Behind the Mac – Make Something Wonderful”
  - „Point of View” (Sandy Hook Promise)
  - „Shot on iPhone XS – Don’t Mess with Mother”

### Kostiumy
Najlepsze kostiumy z epoki
- Wspaniała pani Maisel (odcinek „Jedziemy do Catskills!”)
  - Czarnobyl (odcinek „Please Remain Calm”)
  - Fosse/Verdon (odcinek „Life is a Cabaret”)
  - GLOW (odcinek „Niespodzianka”)
  - Pose (odcinek „Pilot”)

Najlepsze kostiumy fantasy/sci-fi
- Gra o tron (odcinek „Dzwony”)
  - American Horror Story: Apokalipsa (odcinek „Zakazany owoc”)
  - Dobry omen (odcinek „Hard Times”)
  - Opowieść podręcznej (odcinek „The Word”)
  - Seria niefortunnych zdarzeń (odcinek „Przedostatnia pułapka (część 2)”)

Najlepsze kostiumy współczesne
- Russian Doll (odcinek „Megalomania”)
  - Czarno to widzę (odcinek „Purpurowy deszcz”)
  - Grace i Frankie (odcinek „Wesele”)
  - Ostre przedmioty (odcinek „Closer”)
  - Schitt’s Creek (odcinek „The Dress”)
  - Ucieczka z Dannemory (odcinek „Episode 6”)

Najlepsze kostiumy w programie rozrywkowym, niefikcyjnym lub reality show
- RuPaul’s Drag Race (odcinek „Trump: Ru-sical”)
  - Dancing with the Stars (odcinek „The Premiere”)
  - Homecoming: Film od Beyoncé
  - The Masked Singer (odcinek „Finale”)
  - Saturday Night Live (odcinek „Host: Sandra Oh”)

### Stylizacja fryzur
Najlepsza stylizacja fryzur w serialu kręconym jedną kamerą
- Wspaniała pani Maisel (odcinek „Jedziemy do Catskills!”)
  - American Horror Story: Apokalipsa (odcinek „Zakazany owoc”)
  - GLOW (odcinek „To pewnie przez muzykę”)
  - Gra o tron (odcinek „Długa Noc”)
  - Pose (odcinek „Pilot”)

Najlepsza stylizacja fryzur w serialu lub programie specjalnym kręconym wieloma kamerami
- RuPaul’s Drag Race (odcinek „Trump: Ru-sical”)
  - Dancing with the Stars (odcinek „Halloween Night”)
  - Saturday Night Live (odcinek „Host: Adam Sandler”)
  - The Voice (odcinek „Live Top 13 Performances”)
  - World of Dance (odcinek „Episode 306”)

Najlepsza stylizacja fryzur w miniserialu lub filmie telewizyjnym
- Fosse/Verdon
  - Czarnobyl
  - Deadwood: Film
  - Detektyw
  - Ostre przedmioty (odcinek „Closer”)

### Prowadzenie
Najlepsze prowadzenie reality show lub programu konkursowego
- RuPaul – RuPaul’s Drag Race
  - James Corden – The World’s Best
  - Ellen DeGeneres – Ellen’s Game of Games
  - Marie Kondo – Sprzątanie z Marie Kondo
  - Amy Poehler, Nick Offerman – Making It

### Media interaktywne
Najlepszy oryginalny program interaktywny
- NASA InSight’s Mars Landing
  - First Man VR
  - HQ Trivia x Warner Bros.: A Live and Interactive Animation First
  - Traveling While Black
  - You vs. Wild

Najlepszy program interaktywny
- NASA And SpaceX: The Interactive Demo-1 Launch
  - Conan
  - Last Week Tonight with John Oliver
  - The Daily Show with Trevor Noah
  - The Late Late Show with James Corden
  - The Late Show with Stephen Colbert

Najlepsze osiągnięcie kreatywne w medium interaktywnym w programie ze scenariuszem
- Czarne lustro: Bandersnatch
  - The Good Place – Interactive Fan Experience
  - Game of Thrones – Fight – the Living: Beyond the Wall Virtual Reality Experience

Najlepsze osiągnięcie kreatywne w medium interaktywnym w programie bez scenariusza
- Free Solo 360
  - CONAN Without Borders
  - The Late Late Show Carpool Karaoke Primetime Special 2019
  - The Oscars – Digital Experience

Najlepsza innowacja w programie interaktywnym
- Artificial – Bernie Su, Evan Mandery, Michael Y. Chow, Bonnie Buckner, Ken Kalopsis
- Wolves in the Walls: It’s All Over – Pete Billington, Jessica Yaffa Shamash, Edward Saatchi (Oculus Store)

### Oświetlenie
Najlepsze oświetlenie w programie rozrywkowym
- Saturday Night Live (odcinek „Host: John Mulaney”)
  - America’s Got Talent (odcinek „Semi Final #1 Performance Show”)
  - Dancing with the Stars (odcinek „Semi-Finals”)
  - So You Think You Can Dance (odcinek „Finale”)
  - The Voice (odcinek „Live Finale, Part 1”)

Najlepsze oświetlenie w programie specjalnym
- RENT
  - 61. ceremonia wręczenia nagród Grammy
  - 72. ceremonia wręczenia nagród Tony
  - 91. ceremonia wręczenia Oscarów
  - Kennedy Center Honors

### Czołówka
Najlepsza czołówka
- Gra o tron
  - Detektyw
  - Rozmowy z mordercą: Taśmy Teda Bundy’ego
  - Star Trek: Discovery
  - Wojownik

### Makijaż
Najlepszy makijaż nieprostetyczny w serialu kręconym jedną kamerą
- Gra o tron (odcinek „Długa Noc”)
  - American Horror Story: Apokalipsa (odcinek „Zakazany owoc”)
  - GLOW (odcinek „To pewnie przez muzykę”)
  - Pose (odcinek „Pilot”)
  - Wspaniała pani Maisel (odcinek „Jedziemy do Catskills!”)

Najlepszy makijaż nieprostetyczny w serialu lub programie specjalnym kręconym wieloma kamerami
- Saturday Night Live (odcinek „Host: Adam Sandler”)
  - Dancing with the Stars (odcinek „Halloween Night”)
  - RENT
  - RuPaul’s Drag Race (odcinek „Trump: Ru-sical”)
  - So You Think You Can Dance (odcinek „Finale”)
  - The Voice (odcinek „Live Top 13 Performances”)

Najlepszy makijaż nieprostetyczny w miniserialu lub filmie telewizyjnym
- Fosse/Verdon
  - Czarnobyl
  - Deadwood: Film
  - Detektyw
  - Ostre przedmioty

Najlepszy makijaż prostetyczny w serialu, miniserialu, filmie telewizyjnym lub programie specjalnym
- Star Trek: Discovery (odcinek „Jeśli pamięć nie myli”)
  - American Horror Story: Apokalipsa (odcinek „Apocalypse Then”)
  - Czarnobyl
  - Fosse/Verdon
  - Gra o tron (odcinek „Długa Noc”)

### Projekt ruchu
Najlepszy projekt ruchu
- Patriot Act with Hasan Minhaj – Michelle Higa Fox, Jorge L. Peschiera, Yussef Cole, Brandon Sugiyama, Paris London Glickman

### Muzyka
Najlepsza muzyka w serialu (oryginalna ścieżka dźwiękowa)
- Ramin Djawadi – Gra o tron (odcinek „Długa Noc”)
  - David Wingo – Barry (odcinek „What?”)
  - Adam Taylor – Opowieść podręcznej (odcinek „The Word”)
  - Jeff Beal – House of Cards (odcinek „Rozdział 73”)
  - Siddhartha Khosla – Tacy jesteśmy (odcinek „Dom przy Songbird Road, część 1”)

Najlepsza muzyka w miniserialu, filmie telewizyjnym lub programie specjalnym (oryginalna ścieżka dźwiękowa)
- Hildur Guðnadóttir – Czarnobyl (odcinek „Please Remain Calm”)
  - Edward Shearmur – Ucieczka z Dannemory (odcinek „Episode 5”)
  - David Arnold – Dobry omen (odcinek „In the Beginning”)
  - Keefus Ciancia, T Bone Burnett – Detektyw (odcinek „The Final Country”)
  - Kris Bowers – Jak nas widzą (odcinek „Część 2”)

Najlepsza muzyka w serialu lub programie dokumentalnym
- Brandon Roberts, Marco Beltrami – Free Solo
  - Hannah Peel – Game of Thrones: The Last Watch
  - Benjamin Wallfisch – Hostile Planet(odcinek „Oceans”)
  - Miriam Cutler – Love, Gilda
  - Steven Price – Nasza planeta (odcinek „Jedna planeta”)
  - Miriam Cutler – RBG

Najlepsze kierownictwo muzyczne
- Alex Lacamoire – Fosse/Verdon (odcinek „Life Is a Cabaret”)
  - Rickey Minor – Aretha! A Grammy Celebration – the Queen of Soul
  - Beyoncé Knowles-Carter, Derek Dixie – Homecoming: Film od Beyoncé
  - Rickey Minor – 91. ceremonia wręczenia Oscarów
  - Greg Phillinganes – Q85: A Musical Celebration – Quincy Jones (odcinek „Part 1”)
  - Lenny Pickett, Leon Pendarvis, Eli Brueggemann – Saturday Night Live (odcinek „Host: Adam Sandler”)

Najlepsza muzyka w czołówce
- Nicholas Britell – Sukcesja
  - Thomas Newman – Castle Rock
  - Rachel Bloom, Jack Dolgen, Adam Schlesinger – Crazy Ex-Girlfriend
  - David Arnold – Dobry omen
  - Steven Price – Nasza planeta

Najlepsza oryginalna piosenka
- „Antidepressants Are So Not A Big Deal” – Crazy Ex-Girlfriend (odcinek „Muszę wyjść”)
  - „Beautiful Things Can Grow” – Parkland
  - „Father & Son” – Flight of the Conchords: Live in London
  - „Holiday Party (I Did A Little Cocaine Tonight” – Documentary Now! (odcinek „Original Cast Album: Co-op”)
  - „The Upper East Side” – Saturday Night Live (odcinek „Host: James McAvoy”)
  - „This One’s For You” – 72. ceremonia wręczenia nagród Tony

Najlepszy nadzór muzyczny
- Robin Urdang, Amy Sherman-Palladino, Daniel Palladino – Wspaniała pani Maisel (odcinek „Jedziemy do Catskills!”)
  - Steven Gizicki – Fosse/Verdon (odcinek „Life is a Cabaret”)
  - Thomas Golubić – Zadzwoń do Saula (odcinek „Coś głupiego”)
  - Jasper Leak – Quincy
  - Brienne Rose – Russian Doll (odcinek „W życiu nic nie jest łatwe”)

### Montaż
Najlepszy montaż w serialu dramatycznym kręconym jedną kamerą
- Gra o tron – Tim Porter (odcinek „Długa Noc”)
  - Gra o tron – Katie Weiland (odcinek „Żelazny Tron”)
  - Gra o tron – Crispin Green (odcinek „Winterfell”)
  - Obsesja Eve – Dan Crinnion (odcinek „Desperate Times”)
  - Opowieść podręcznej – Wendy Hallam Martin (odcinek „The Word”)
  - Ozark – Cindy Mollo, Heather Goodwin Floyd (odcinek „Tylko jedno wyjście”)

Najlepszy montaż w serialu komediowym kręconym jedną kamerą
- Fleabag – Gary Dollner (odcinek „Episode 1”)
  - Barry – Kyle Reiter (odcinek „berkman > block”)
  - Barry – Jeff Buchanan (odcinek „ronny/lily”)
  - Wspaniała pani Maisel – Kate Sanford (odcinek „Simone”)
  - Wspaniała pani Maisel – Tim Streeto (odcinek „Jedziemy do Catskills!”)
  - Russian Doll – Laura Weinberg (odcinek „W labiryncie”)

Najlepszy montaż w miniserialu lub filmie telewizyjnym kręconym jedną kamerą
- Czarnobyl – Simon Smith (odcinek „Please Remain Calm”)
  - Czarnobyl – Jinx Godfrey (odcinek „Open Wide, O Earth”)
  - Deadwood: Film – Martin Nicholson, Erick Fefferman
  - Detektyw – Leo Trombetta (odcinek „If You Have Ghosts”)
  - Fosse/Verdon – Tim Streeto (odcinek „Life Is a Cabaret”)
  - Ostre przedmioty – Véronique Barbe, Justin Lachance, Maxime Lahaie, Émile Vallée, Jai M. Vee (odcinek „Fix”)

Najlepszy montaż w serialu komediowym kreconym wieloma kamerami
- One Day at a Time – Pat Barnett (odcinek „Pogrzeb”)
  - Teoria wielkiego podrywu – Peter Chakos (odcinek „The Stockholm Syndrome”)
  - The Conners – Brian Schnuckel (odcinek „Keep on Truckin’”)
  - Mamuśka – Joe Bella (odcinek „Big Floor Pillows and a Ball of Fire”)
  - Will i Grace – Peter Beyt (odcinek „Rodzinna jazda”)

Najlepszy montaż w programie rozrywkowym
- Last Week Tonight with John Oliver – Ryan Barger (segment „The Wax & The Furious”)
  - Carpool Karaoke: When Corden Met McCartney Live From Liverpool – Tom Jarvis
  - Drunk History – John Cason (odcinek „Are You Afraid of the Drunk?”)
  - Last Week Tonight with John Oliver – Anthony Miale (segment „The Journey Of ChiiJohn”)
  - Who Is America? – Drew Kordik, Eric Notarnicola, Roger Nygard, Matt Davis, Jeremy Cohen (odcinek „Episode 102”)

Najlepszy montaż w programie niefikcyjnym
- Free Solo – Bob Eisenhardt
  - Anthony Bourdain: miejsca nieznane – Tom Patterson (odcinek „Lower East Side”)
  - Bliscy nieznajomi – Michael Harte
  - Leaving Neverland – Jules Cornell
  - RBG – Carla Gutierrez

Najlepszy montaż w strukturowym reality show lub programie konkursowym
- Queer Eye
  - The Amazing Race (odcinek „Who Wants a Rolex?”)
  - RuPaul’s Drag Race
  - RuPaul’s Drag Race All Stars (odcinek „Jersey Justice”)
  - Ryzykanci (odcinek „Appearances Are Deceiving”)

Najlepszy montaż w niestrukturowym reality show
- United Shades of America with W. Kamau Bell (odcinek „Hmong Americans and the Secret War”)
  - Born This Way
  - Najniebezpieczniejszy zawód świata (odcinek „Battle of Kings”)
  - RuPaul’s Drag Race: Untucked
  - W okowach mrozu (odcinek „Cost of Winter”)

### Scenografia
Najlepsza scenografia w narracyjnym programie współczesnym trwającym co najmniej godzinę
- Opowieść podręcznej (odcinek „Holly”)
  - Obsesja Eve (odcinek „The Hungry Caterpillar”)
  - Ozark (odcinek „Na zewnątrz, w ciemności”)
  - Ucieczka z Dannemory
  - The Umbrella Academy (odcinek „Widujemy się tylko na weselach i pogrzebach”)

Najlepsza scenografia w narracyjnym programie osadzonym w epoce trwającym co najmniej godzinę
- Czarnobyl
  - Fosse/Verdon
  - Gra o tron (odcinek „Dzwony”)
  - Człowiek z Wysokiego Zamku (odcinek „Now More Than Ever, We Care About You”)
  - Seria niefortunnych zdarzeń (odcinek „Przedostatnia pułapka (część 1)”)
  - Wspaniała pani Maisel (odcinki „Simone” i „Jedziemy do Catskills!”)

Najlepsza scenografia w narracyjnym programie trwającym do godziny
- Russian Doll (odcinek „W życiu nic nie jest łatwe”)
  - Barry (odcinek „ronny/lily”)
  - Figurantka (odcinek „Veep”)
  - Will i Grace (odcinek „Wielkie gejowskie wesele Jacka”)

Najlepsza scenografia w programie rozrywkowym, reality show lub konkursowym
- Saturday Night Live (odcinki „Host: John Mulaney” i „Host: Emma Stone”)
  - At Home with Amy Sedaris (odcinek „Teenagers”)
  - Last Week Tonight with John Oliver (odcinek „Authoritarianism”)
  - Queer Eye (odcinek „Jones Bar-B-Q”)
  - The Voice (odcinek „Live Cross Battles Part 1”)

Najlepsza scenografia w programie specjalnym
- RENT
  - 61. ceremonia wręczenia nagród Grammy
  - 91. ceremonia wręczenia Oscarów
  - Homecoming: Film od Beyoncé
  - Live in Front of a Studio Audience: Norman Lear’s All in the Family and The Jeffersons

### Dźwięk
Najlepszy dźwięk w serialu dramatycznym lub komediowym trwającym godzinę
- Gra o tron (odcinek „Długa Noc”)
  - Zadzwoń do Saula (odcinek „Wypowiedź”)
  - Gotham (odcinek „Legend of the Dark Knight: I Am Bane”)
  - Jack Ryan (odcinek „Pilot”)
  - Star Trek: Discovery (odcinek „Smutek rozstania tak bardzo jest miły, część druga”)

Najlepszy dźwięk w serialu dramatycznym lub komediowym trwającym półgodziny albo w programie animowanym
- Barry (odcinek „ronny/lily”)
  - Gracze (odcinek „This Is Not Our World”)
  - Miłość, śmierć i roboty (odcinek „The Secret War”)
  - Russian Doll (odcinek „Pójście na łatwiznę?”)
  - What We Do in the Shadows (odcinek „Werewolf Feud”)

Najlepszy dźwięk w miniserialu, filmie telewizyjnym lub programie specjalnym
- Czarnobyl (odcinek „1:23:45”)
  - Deadwood: Film
  - Detektyw (odcinek „The Great War and Modern Memory”)
  - Jak nas widzą (odcinek „Część 4”)
  - Paragraf 22 (odcinek „Episode 1”)

Najlepszy dźwięk w programie niefikcyjnym kręconym jedną lub wieloma kamerami
- Free Solo (NatGeo)
  - Anthony Bourdain: miejsca nieznane (odcinek „Far West Texas”)
  - Fyre: Najlepsza impreza, która nigdy się nie zdarzyła
  - Leaving Neverland
  - Nasza planeta (odcinek „Frozen Worlds”)

Najlepszy montaż dźwięku w serialu dramatycznym lub komediowym trwającym godzinę
- Gra o tron (odcinek „Długa Noc”)
  - Opowieść podręcznej (odcinek „Holly”)
  - Ozark (odcinek „Borsuk”)
  - Wspaniała pani Maisel (odcinek „Głosujcie na Kennedy’ego”)
  - Zadzwoń do Saula (odcinek „Wypowiedź”)

Najlepszy montaż dźwięku w miniserialu lub filmie telewizyjnym
- Czarnobyl (odcinek „1:23:45”)
  - Detektyw (odcinek „The Great War and Modern Memory”)
  - Deadwood: Film
  - Fosse/Verdon (odcinek „All I Care About is Love”)
  - Jak nas widzą (odcinek „Część 4”)

Najlepszy montaż dźwięku w serialu dramatycznym lub komediowym trwającym pół godziny albo w programie animowanym
- Barry (odcinek „ronny/lily”)
  - The Kominsky Method (odcinek „Chapter 1: An Actor Avoids”)
  - Współczesna rodzina (odcinek „A Year of Birthdays”)
  - Russian Doll (odcinek „Pójście na łatwiznę?”)
  - Figurantka (odcinek „Veep”)

Najlepszy montaż dźwięku w serialu lub programie rozrywkowym
- Aretha! A Grammy Celebration – the Queen of Soul
  - 61. ceremonia wręczenia nagród Grammy
  - 91. ceremonia wręczenia Oscarów
  - Carpool Karaoke: When Corden Met McCartney Live from Liverpool
  - Last Week Tonight with John Oliver (odcinek „Authoritarianism”)

Najlepszy montaż dźwięku w programu niefikcyjnym kręconym jedną lub wieloma kamerami
- Free Solo (NatGeo)
  - Anthony Bourdain: miejsca nieznane (odcinek „Kenya”)
  - Fyre: Najlepsza impreza, która nigdy się nie zdarzyła
  - Leaving Neverland
  - Nasza planeta (odcinek „Frozen Worlds”)

### Efekty specjalne
Najlepszy wizualne efekty specjalne
- Gra o tron (odcinek „Dzwony”)
  - Człowiek z Wysokiego Zamku (odcinek „Jahr Null”)
  - Orville (odcinek „Tożsamość, część 2”)
  - Star Trek: Discovery (odcinek „Smutek rozstania tak bardzo jest miły”)
  - The Umbrella Academy (odcinek „Białe skrzypce”)

Najlepszy drugoplanowe wizualne efekty specjalne
- Czarnobyl (odcinek „1.23.45”)
  - Deadwood: Film
  - Jack Ryan (odcinek „Pilot”)
  - Paragraf 22 (odcinek „Episode 4”)
  - Ucieczka z Dannemory (odcinek „Episode 4”)

### Koordynacja kaskaderów
Najlepsza koordynacja kaskaderów w serialu komediowym lub programie specjalnym
- GLOW
  - Barry
  - Cobra Kai
  - Russian Doll
  - The Tick

Najlepsza koordynacja kaskaderów w serialu dramatycznym, miniserialu lub filmie telewizyjnym
- Gra o tron
  - Blindspot: Mapa zbrodni
  - Czarna lista
  - S.W.A.T. – jednostka specjalna
  - Seal Team

### Reżyseria techniczna
Najlepsza reżyseria techniczna, praca kamery i kontrola wideo w serialu
- Last Week Tonight with John Oliver (odcinek „Psychics”)
  - Conan (odcinek „Episode 1232”)
  - The Late Late Show with James Corden (odcinek „Post AFC Championship Show with Chris Pratt and Russell Wilson”)
  - Teoria wielkiego podrywu (odcinek „The Stockholm Syndrome”)
  - Saturday Night Live (odcinek „Host: Adam Sandler”)
  - The Voice (odcinek „Live Finale, Part 2”)

Najlepsza reżyseria techniczna, praca kamery i kontrola wideo w miniserialu, filmie telewizyjnym lub programie specjalnym
- The Late Late Show Carpool Karaoke Primetime Special 2019
  - 72. ceremonia wręczenia nagród Tony
  - 91. ceremonia wręczenia Oscarów
  - Kennedy Center Honors
  - RENT

## Statystyki

### Nagrody
Źródło:
| Programy, które zdobyły co najmniej 5 nagród: - 12: Gra o tron - 10: Czarnobyl - 8: Wspaniała pani Maisel - 7: Free Solo - 6: Fleabag - 5: Saturday Night Live | Stacje i platformy, które otrzymały co najmniej 5 nagród: - 34: HBO - 27: Netflix - 15: Prime Video - 8: National Geographic - 7: NBC - 5: CNN, FX |

### Nominacje
Źródło:
| Programy, które otrzymały co najmniej 5 nominacji: - 32: Gra o tron - 20: Wspaniała pani Maisel - 19: Czarnobyl - 18: Saturday Night Live - 17: Barry, Fosse/Verdon - 16: Jak nas widzą - 13: Russian Doll - 12: Ucieczka z Dannemory - 11: Fleabag, Opowieść podręcznej - 10: Nasza planeta - 9: Zadzwoń do Saula, Obsesja Eve, Last Week Tonight With John Oliver, Ozark, RuPaul’s Drag Race, Tacy jesteśmy, Detektyw, Figurantka - 8: Deadwood: Film, 91. ceremonia wręczenia Oscarów, Ostre przedmioty - 7: Free Solo, The Voice - 6: Anthony Bourdain: miejsca nieznane, Homecoming: Film od Beyoncé, Pose, Queer Eye - 5: American Horror Story: Apokalipsa, Carpool Karaoke: When Corden Met McCartney Live From Liverpool, GLOW, Dobre miejsce, Leaving Neverland, RENT, Sukcesja, World of Dance | Stacje i platformy, które otrzymały co najmniej 10 nominacji: - 137: HBO - 118: Netflix - 58: NBC - 47: Prime Video - 43: CBS - 32: FX - 26: ABC - 20: Hulu - 18: Fox, Showtime - 17: CNN - 15: National Geographic - 14: VH1 |